# コンフェッショナリズム
コンフェッショナリズム（英語: confessionalism）は、もともとはキリスト教のプロテスタント諸会派において、信仰無差別論に対し、自身の信仰や教義の防衛義務を主張する立場をさしていたが、やがて宗教上の信条的対立が政治闘争の形をとるという状態を指し示す用語となった。特に中世における普遍宗教（ローマカトリック教会）が、宗教改革によって教会分裂を惹起した16世紀から17世紀にかけてのヨーロッパの状況をさす。

## 概要
コンフェッショナリズムとは、宗教における信条の相違が政治対立さらには政治闘争の形態をとるという状態のことである。
16世紀の騎士戦争（1522年-1523年）、ドイツ農民戦争（1524年-1525年）、ミュンスターの反乱（1534年）、シュマルカルデン戦争（1546年-1547年）、第二次辺境伯戦争（1552年-1555年）といった一連の宗教戦争の結果、領邦教会制度の確立したドイツ（神聖ローマ帝国）においては、17世紀に三十年戦争（1618年-1648年）というヨーロッパ各国をまきこんだ大規模な宗教戦争が生じ、カルヴィニズムが社会をリードしたネーデルラントにおいては対抗宗教改革の拠点イスパニアからの独立戦争すなわち八十年戦争（1568年-1648年）へと発展した。イングランドでは清教徒革命（1641年-1649年）が起こった。また、最も激しい対立を示したのはフランスであり、ヴァシーの虐殺を機にユグノー戦争（1562年-1598年）という激しい内戦へと発展したが、そのなかからカトリックに対抗するカルヴァン派の抵抗権理論が発展して「モナルコマキ」を主張する暴君放伐論者が現れ、一方では主として知識人のなかから宗教的寛容を説く思潮が生まれた。
宗教対立の原因は実は単純であって、それは自身が真理の所有者であることを確信し、そこに内発的な反省や懐疑をともなわないとき、他者は異端となってただちに迫害や抗争の対象となる、という見方がある。こうした見解にしたがえば、キリスト教（を含む一神教）はもともと宗教的寛容と相容れない側面がある。真理は神によって啓示されているのであり、人間はこの真理を受容するのみであるということを前提するからである。こうしたなかでは、この真理が見えない異端者に対しては強いて見せる必要があるという動機が生じやすく、政治闘争をまねくと考えられるのである。